# Gabi Rockmeier
 Gabriele »Gabi« Rockmeier, nemška atletinja, * 29. november 1973, Moosburg an der Isar, Zahodna Nemčija.
Nastopila je na poletnih olimpijskih igrah leta 2000 in osvojila šesto mesto v štafeti 4x100 m. Na svetovnih prvenstvih je osvojila naslov prvakinje v isti disciplini leta 2001, na evropskih prvenstvih dve srebrni medalji, na evropskih dvoranskih prvenstvih pa bronasto medaljo v teku na 200 m leta 2002. 
Tudi njena sestra dvojčica Birgit je bila atletinja.